# Iglesia de San Miguel de Cabrejas (Soria)
La iglesia de San Miguel de Cabrejas era una iglesia románica que poseía la ciudad de Soria (España) de la que se conservan restos de su ábside, integrados en una vivienda del siglo XIX. Se sitúa en las faldas del Cerro del Castillo, junto al monumento del Sagrado Corazón de Jesús. 
Hubo otra iglesia, actualmente desaparecida, con la advocación de San Miguel situada en la Plaza de Bernardo Robles, denominada San Miguel de Montenegro.

## Historia
La Iglesia de San Miguel de Cabrejas era una de las 35 parroquias que aparecía en el censo de Alfonso X en 1270. En ella se celebraba anualmente una misa por los reyes de Castilla, hasta que fue anexionada a San Martín de la Cuesta.

En el plano realizado por Dionisio Badiola a principios del siglo XIX, se puede observar su planta. Tenía tres naves separadas por dos intercolumnios y ábside semicircular. A finales del siglo XIX los restos del ábside de la iglesia se integraron en una vivienda particular.

## Descripción
Se conserva la mitad septentrional del ábside, construido a base de mampostería trabada con cal. Éste parece ser el relleno del muro, pues el lienzo exterior estaría forrado de sillería.